# Campionati europei di slittino 1973
I Campionati europei di slittino 1973 sono stati la 20ª edizione della competizione.
Si sono svolti a Schönau am Königssee, in Germania dell'Ovest.

## Medagliere
| Pos.   | Nazione        | Oro | Argento | Bronzo | Totale |
| ------ | -------------- | --- | ------- | ------ | ------ |
| 1      | Germania Est   | 3   | 2       | 1      | 6      |
| 2      | Germania Ovest | 0   | 1       | 1      | 2      |
| 3      | Austria        | 0   | 0       | 1      | 1      |
| Totale | Totale         | 3   | 3       | 3      | 9      |

## Podi
| Evento            | Oro                    | Argento                | Bronzo                          |
| Singolo Maschile  | Hans Rinn              | Josef Fendt            | Manfred Schmid                  |
| Singolo Femminile | Margit Schumann        | Ute Rührold            | Eva-Maria Wernicke              |
| Doppio            | Hans Rinn Norbert Hahn | Bernd Hahn Ulrich Hahn | Hans Brandner Balthasar Schwarm |